# Dukové
Dukové (řecky Δούκαι, singular Δούκας – Dukas) byli příslušníci byzantského aristokratického rodu, kteří údajně odvozovali svůj původ od bratrance římského císaře Konstantina Velikého, zakladatele Konstantinopole. Rod Duků poskytl byzantské říši řadu císařů.
Dukové se dostali poprvé do popředí během 9. století. Význam rodu však poklesl, když jeho význačný člen, Konstantin Dukas, přišel v roce 913 o život ve snaze získat císařskou korunu, přičemž se střetl s regentskou vládou panující za tehdy nezletilého Konstantina VII. Porfyrogenneta. Prvním členem rodu, který se stal císařem, byl v roce 1059 Konstantin X. Jeho syn Michael VII. vládl pak v letech 1071 až 1078. Jeho formálními spoluvládci byli jeho bratři Andronikos a Konstantios. Irena Dukaina, praneteř Konstantina X., se provdala za Alexia I. Komnena, čímž došlo ke spojení rodů Duků a Komnenovců. V roce 1204 sesadil Alexios V. Dukas, zvaný Murtzuflos ("zachmuřený"), dosavadní císaře Izáka II. Angela a jeho syna Alexia IV. Angela. Poté se neúspěšně pokusil ubránit Konstantinopol před útoky křižáků účastnících se čtvrté křížové výpravy. Jan III. Dukas Vatatzes, vládce nikájského císařství v Malé Asii, rozšířil v první polovině 13. století svoji moc na Balkánský poloostrov, čímž učinil první krok na cestě k pozdějšímu znovudobytí Konstantinopole.

## Seznam císařů
- Konstantin X. Dukas (1006–1067), vládl 1059–1067
- Michael VII. Dukas (1050–1090), vládl 1071–1078
- Alexios V. Dukas Murtzuflos (1140–1205), vládl 1204
- Jan III. Dukas Vatatzes (1192–1254), vládl 1221–1254